# パヴェル・スドプラトフ
パーヴェル・アナトーリエヴィチ・スドプラートフ（ウクライナ語: Павло Анатолійович Судоплатов：パヴロ・アナトーリヨヴィチ・スドプラートフ、ロシア語: Павел Анатольевич Судоплатов：パーヴィエル・アナトーリエヴィチ・スダプラータフ、1907年7月7日 - 1996年9月24日）は、ソ連の諜報員・工作員である。1938年のイェヴヘーン・コノヴァーレツの暗殺や、1940年のレフ・トロツキーの暗殺に関わった。1942年にアメリカ合衆国が開始した原子爆弾開発計画『マンハッタン計画』では、ソ連による諜報工作計画「С」部門の責任者であったという。1953年に逮捕され、懲役15年の刑を宣告された。
1994年、彼はアメリカ人のジャーナリストによる助けを得て、回顧録『Спецоперации. Лубянка и Кремль 1930–1950 годы』（『特別任務：ルビャンカとクレムリン』）を出版した。しかし、この回顧録の内容の一部については異議を唱えられている。
ロシア帝国時代のウクライナの生まれであり、スドプラートフも自身を「ウクライナ人である」と認識している。

## 生い立ち・戦時中の活動
1907年7月7日、ロシア帝国のタヴリダ県（現在のウクライナ・メリトーポリ）にて、製粉業者の家庭に生まれた。父親はウクライナ人、母親はロシア人であった。パーヴェルはロシア正教会の洗礼を受けた。1914年から1919年にかけて学校で教育を受けた。
1919年6月、彼は赤軍の連隊の一員となった。パーヴェルは捕らえられるも逃亡し、赤軍の部隊とともに撤退し、白軍の占領下にあったオデッサに辿り着いた。パーヴェルは路上生活を送りながら、港や市場で働いた。1920年の初頭にオデッサが解放されると、パーヴェルは再び赤軍に加わり、ウクライナとポーランド戦線に参加した。1928年にはソ連共産党に入党した。
1921年、赤軍部隊が損失で疲弊し、諜報部門にて電話交換手と解読係が必要となった。スドプラートフの回顧録の中では「これが私の治安部隊での経歴の始まりとなった」と記述されている。
1920年半ば、第14軍第41師団の通信助手として働く。1921年5月、第44師団の特別部門で勤務した。その後、国家政治保安部ジトーミール・ヴォリン州部門にて勤務した。1920年代の終わりごろにはモスクワに異動となり、合同国家政治保安部の人事部門にて勤務した。
1921年にチェーカーに採用され、1927年にはウクライナ国家政治総局秘密政治局にて勤務することになった。
1932年以来、スドプラートフは対外諜報部門にて勤務した。1935年から1938年にかけて、ドイツやフィンランドで諜報員として活動した。1939年から1946年にかけて、内務人民委員部・国家保安人民委員部の対外諜報部門の次長を務めた。
1938年11月2日から12月2日にかけて、対外諜報部門の長官を務めた。
第二次世界大戦が始まると、スドプラートフは内務人民委員部 - 国家保安人民委員部第四総局の長官を務め、敵陣の背後で偵察活動、破壊活動を指揮し、ドイツとその同盟国の領土における諜報工作網の活動を調整した。

## イェヴヘーン・コノヴァーレツの暗殺
1938年5月23日、スドプラートフは、ロッテルダムにて、ウクライナ民族主義者組織の代表であるイェヴヘーン・コノヴァーレツ(Євген Михайлович Коновалець)を暗殺した。スドプラートフは、チョコレートの入った箱に偽装した爆弾をコノヴァーレツに手渡し、この日の午後12時15分ごろ、ロッテルダムの中心街にて爆弾が起爆し、コノヴァーレツの身体は吹き飛んだ。
スドプラートフがのちに書き残した回顧録によれば、ヨシフ・スターリン(Иосиф Сталин)は以下のように語ったという。
「コノヴァーレツは、ドイツのファシズムの手先であるが、これは単なる復讐行為ではない。我々の目標は、戦争前夜にウクライナのファシズム運動を途絶し、権力闘争の過程でならず者同士を互いに戦わせて壊滅に追い込むことである」:23–24
爆弾を手渡したのち、スドプラートフは静かに立ち去り、暗殺に成功したかどうかを確認するため、近くで待った。その後、ロッテルダムの駅まで徒歩で向かい、パリ行きの電車に乗った。スドプラートフは内務人民委員部の支援を受けて第二共和政のスペインに密入国し、フランシスコ・フランコ(Francisco Franco)との戦闘に短期間参加した。スドプラートフの突然の失踪により、オランダ警察とウクライナ民族主義者組織はスドプラートフをコノヴァーレツ殺害の容疑で捜索した。スドプラートフとコノヴァーレツが一緒に写った写真が、ウクライナ民族主義者組織の構成員に配布された。スドプラートフは以下のように記述している。
「1940年代、スミエルシュはウクライナの西部で不正規兵部隊の戦闘員2人を捕らえた。そのうちの1人は私の写真を持っていた。なぜそれを携帯していたのか尋ねると、彼はこう答えた。『理由は分からない。ただ、この男を見つけたら殺すように、との命令を受けている」:16
モスクワに戻ったのち、スドプーラートフは内務人民委員部国家安全保障総局で働いた。内務人民委員部長官のニコライ・エジョフ(Николай Ежов)が解任され、ラヴレンチー・ベリヤ(Лаврентий Берия)が就任したのち、1938年11月6日から12月2日まで対外諜報部部門の長官を務めた。

## レフ・トロツキーの暗殺
1939年3月、スターリンはスドプラートフを内務人民委員部対外部門長官代理に任命し、レフ・トロツキー(Лев Троцький)の暗殺の実行の責任者に据えた。

## 破壊工作活動
1941年6月、スドプラートフは内務人民委員部特別任務局の責任者に任命された。主な任務は、戦時中に敵軍の背後で破壊工作に従事することであった（内務人民委員部と外務人民委員部の双方とも、外国における暗殺実行を担っていた）。第二次世界大戦中、スドプラートフ率いる部隊は、ナチス・ドイツとの戦において、不正規兵部隊による活動・妨害活動・暗殺を実行する秘密の後方支援部隊の組織化に貢献した。
1941年7月、スターリンの命令により、ラヴレンチー・ベリヤはスドプラートフにブルガリアの外交官と会談するよう命じた。アドルフ・ヒトラー(Adolf Hitler)のソ連への侵攻を止めるにあたり、何が必要なのかを探るためであった。スドプラートフは、これは計略の一種である、と考えていたが、スターリンはヒトラーとの協定の締結に対して前向きであった。

## 原子爆弾開発計画
1944年2月、ラヴレンチー・ベリヤはスドプラートフを新設部門「С」の責任者に指名した。スドプラートフによれば、この部門はソ連による原子爆弾開発計画を支援し、国家の安全を確保するために陸軍の諜報部隊と内務人民委員部諜報部門の両方を統合したものであるという。スドプラートフの果たした役割と貢献および「4人の著名な科学者の助けを借りて、アメリカの原子爆弾開発についての秘密を盗もうとした」 という。部門「С」は1945年9月に設立されが、1946年10月までスドプラートフはソ連の原子力開発への関与が限られており、原子力情報の収集を任務とする外国の工作員との接触は無かったという。1995年、FBIは、ロバート・オッペンハイマー(Robert Oppenheimer)を始めとする原子爆弾の開発設計者らがソ連のためのスパイ活動に従事し、ソ連に情報を提供したことを裏付ける証拠は見付からなかった、と結論付けている。

## 国家保安人民委員部
1946年の夏、スドプラートフは、9月に西側諸国での破壊活動を計画することになっていた国家保安人民委員部の別の部門の責任者に任命された。1949年11月、スドプラートフは第二次世界大戦中のウクライナにおける不正規兵部隊のウクライナ民族主義運動の鎮圧を支援する臨時の仕事を与えられた。

## ソ連内務省
1953年の春、スドプラートフは国家保安人民委員部特別任務局の長官に任命された。この組織は外国での破壊活動を担当し、NATOがソ連に攻撃してきた場合に備えて、NATO諸国の軍事施設への攻撃を準備する任務を与えられた「非合法者」の工作網を管理するものであった。

## 逮捕と服役
1953年6月26日、ラヴレンチー・ベリヤが逮捕された。1953年8月21日、スドプラートフはベリヤに連座する形で逮捕され、「国の最高指導部に対するテロリズムを準備した」容疑で告発された。逮捕に伴い、軍の階級や受勲した勲章も剥奪された。
死刑になるのを恐れたスドプラートフは狂人を装い、彼の裁判は1958年に実施された。1958年9月12日、ソ連最高裁判所軍事諮問委員会の非公開の会議にて、スドプラートフは刑法第7条58項第1б項に基づき、有罪判決を受け、懲役15年の刑を宣告され、ヴラジーミル刑務所で服役した。スドプラートフは刑務所内で心臓発作を三度起こし、片目を失明した。
ベリアとその共犯者は、人道に対する恐るべき罪を犯した。彼らは生きている人間に対し、苦痛に満ちた死をもたらす猛毒実験を実施した。生きている人間に対する毒物の人体実験を実施するために設立された特別な研究所は、1942年から1946年まで、スドプラートフとその副官、ナウム・エイチンゴン(Наум Эйтингон)による監督下で開かれていた。彼らは、人体実験で使用された毒物のみを提供するよう要求したのだ。
1968年8月、スドプラートフは釈放された。

## 回顧録出版
釈放後、スドプラートフはドイツ語とウクライナ語の翻訳者として働いた。「アナトーリイ・アンドレーイェフ」との筆名で、第二次世界大戦中の自身の活動について記した三冊の本も出版した。1992年1月10日にスドプラートフは名誉回復を受け、無罪となった。中将の階級も取り戻した。彼は回想録の中で「私が全身全霊を捧げ、そのためには死をも厭わない国、それがソ連でした。その過程で私はあらゆる残虐行為から目を背け、後進国から超大国への変革に対する正当性を覚えました。私はエマや子供たちから離れて何ヶ月間にも亘る任務に就きました。その過ちにより、私の、夫・父親としての15年間の人生は犠牲となりましたが、ソ連はその非を認めて私を一人の国民に戻すのを拒否しました。誇り高き帝国・ソ連が消滅してから、ようやく私の名前も元の正当な地位に復帰できたのです」と記述している。
1994年、長男のアナトーリイと、アメリカ人ジャーナリストのジェロルド&レオナ・シェクター夫妻の助けを得て、スドプラートフによる回顧録『Спецоперации. Лубянка и Кремль 1930–1950 годы』（『特別任務：ルビャンカとクレムリン』）が出版された。
日本語訳は『KGB衝撃の秘密工作』上下（木村明生監訳、ほるぷ出版、1994年）
1996年に上記・ロシア語版『Разведка и Кремль: Записки нежелательного свидетеля』（『諜報機関とクレムリン: 望まれない証人が残した覚書』）が出版された。
ロバート・オッペンハイマーを始めとする科学者らは、ソ連のために重要な情報を提供していたという: 190–192
アメリカの報道機関はこの話を取り上げたが、FBIとロシア対外諜報局はスドプラートフの主張に異議を唱え、歴史家や科学者は否定している。

## 死

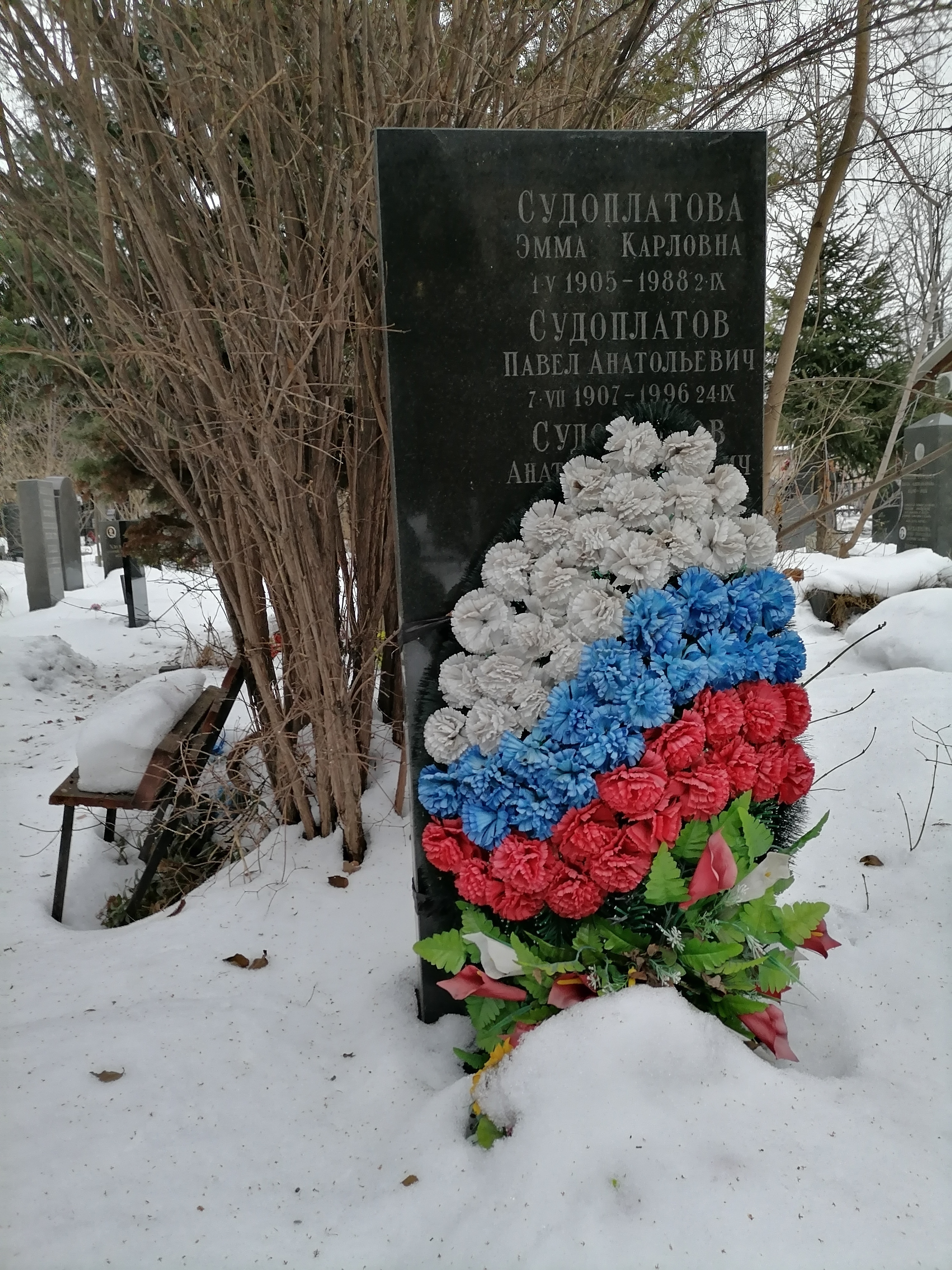
スドプラートフの墓

1996年9月24日、スドプラートフは亡くなった。死因は脳卒中であった。死後、モスクワのドンスコーエ墓地に埋葬された。
1998年、ロシア連邦大統領は、スドプラートフの名誉回復に関連する形で、国家勲章を受ける権利の死後の回復に関する法令に署名した。
スモレンスク、メリトーポリにはスドプラートフの記念碑がある。
また、メリトーポリにある「ドミトリー・ドンツォフ通り」は「パーヴェル・スドプラートフ通り」に改名されることになった。

## 資料
- Судоплатов Павел Анатольевич

- СУДОПЛАТОВ ПАВЕЛ АНАТОЛЬЕВИЧ

- Судоплатов Павел Анатольевич (1907-1996)

- Особая группа генерала Судоплатова

- Герой отчизны или враг народа? Чем прославился легендарный советский разведчик Павел Судоплатов

- СУДОПЛАТОВ Павел Анатольевич

- Special Tasks: The Memoirs of an Unwanted Witness, A Soviet Spymaster. Pavel Sudoplatov and Anatoli Sudoplatov, with Jerrold L. Schecter and Leona P. Schecter. New York: Little, Brown, 1994, 509 pp. $24.95